# Ball de Varetes de Forcall
El Ball de Varetes és una tradició del Forcall (els Ports) que forma part de les festes de Sant Víctor i de la Consolació, patrons del poble. Es considera una de les muixerangues tradicionals del País Valencià.
Les torres humanes forcallanes són un fenomen anterior al ball dels Varetes, el qual agafà el relleu de la torre d’un ball predecessor més antic per motius incerts. El Forcall compta amb nou danses actives diferents, tot i que n’hi hagut moltes més en el passat. El ball de noms, que es constata a l’hora de referir-se a les danses locals, ha fet complicada la tasca per distingir unes de les altres i entendre si n’eren evolucions o ballades diferents. L’historiador forcallà, Ximo Segura, reconeix que els noms de les danses han canviat en els darrers 40 o 60 anys. Sembla que hi havia una altra dansa local de major antiguitat que també finalitzava amb una torre. En trobem documentades tres maneres de referir-se: Negrets, Arquets i Ball de la torre.

## Participants
Els patrons del Forcall són Sant Víctor i la Consolació, i les seues festes se celebraven a setembre. Per consideracions pràctiques, ja que molts forcallans viuen fora del poble, i només tornen que a l'estiu, es varen traslladar al diumenge i al dilluns del penúltim cap de setmana d’agost, de manera que els joves estudiants poden participar-hi.
Les xiques i els xics es classifiquen en grups d’edat, participant en diferents balls i activitats.
Fins als sis anys, són llauradors o llauradores. Només practiquen el pas, que és el mateix per a totes les edats. Els llauradorets van vestits d’època.
Els varetes tenen entre set i deu anys. Porten uns bastonets semblants als dels balls de bastons d'altres pobles. Les varetes són quatre de color roig i quatre de blaves.
Entre els onze i els setze anys, els participants passen a ser arquets. Porten arcs com als balls de cercolets. Els arcs els decoren els balladors al seu gust.
Passats els setze anys, les xiques passen a ser gitanes i els xics, dansants.
Els llauradors, els varetes i els arquets porten el mateix pas, i també el mateix ritme, encara que realitzen figures diferents. Això permet que un mateix grup de dolçaina i tabalet toque per als tres grups. Els dansants porten un ritme més ràpid, pel que necessiten d’un altre grup de dolçainers.
Els varetes i arquets eren tradicionalment varons. Les xiques han estat admeses al començament del segle xxi. El paper de dansants (xics) i gitanes (xiques) estan segregats per sexe.

## Ball de varetes
Hi ha vuit balladors, quatre amb varetes roges i quatre blaves. Van vestits amb camisa blanca, jupetí (quatre de blau amb rivets rojos i quatre de roig amb rivets blaus), pantalons blaus fins als genolls, i mitjons amb unes vetes enganxades per damunt. Porten unes sabates blaves amb sola de goma, però tradicionalment calçaven espardenyes –de les quals les vetes dels mitjons són un record.
Els varetes formen dos files de quatre, cada color a un costat. Els que porten bastons rojos peguen i els que en porten blaus paren els colps, fent diferents figures.

## Torres i altres elements acrobàtics
Quan les danses arriben a la plaça, els varetes fan una torre de tres pisos. El primer pis el componen cinc o sis balladors; el segon, tres; i un sol fa el tercer. La torre es forma fent pinya per part dels altres dansants, però sense música. Quan arriba a dalt el participant del tercer pis, el tabalet i la dolçaina fan un toc d’atenció. Aleshores es llegeix la lloa –sempre la mateixa i en castellà- i després es victoreja Sant Víctor o la Consolació, depenent del dia.
Si la torre cau abans de la lloa, cal repetir-la.
Després de desmuntar la torre, quatre varetes s'asseuen a les espatles de quatre companys. Fan una salutació, de matí a les autoritats, de la vesprada al sant. És una mena de passeig de gegantets.